# Cornus capitata
Cornus capitata, el cornejo del Himalaya o sanguiñuelo de hoja perenne, es una especie de plantas perteneciente a la familia de las cornáceas, originaria de los bosques de menor altura del Himalaya en China, India y naciones de los alrededores y se ha naturalizado en algunas partes de Australia y Nueva Zelanda. Crece en otros lugares como planta ornamental. Es un árbol siempreverde que crece hasta 12 metros en altura y anchura. Las hojas son verde grisáceas y claras, y vellosas en el envés, y con varios centímetros de largo. Florece durante el verano con capullos blancos. La infructescencia es un pequeño agregado de varios frutos individuales unidos en un cuerpo rojo de dos o tres centímetros de ancho. Es comestible, pero a veces amargo. Hay diversas variedades e híbridos.

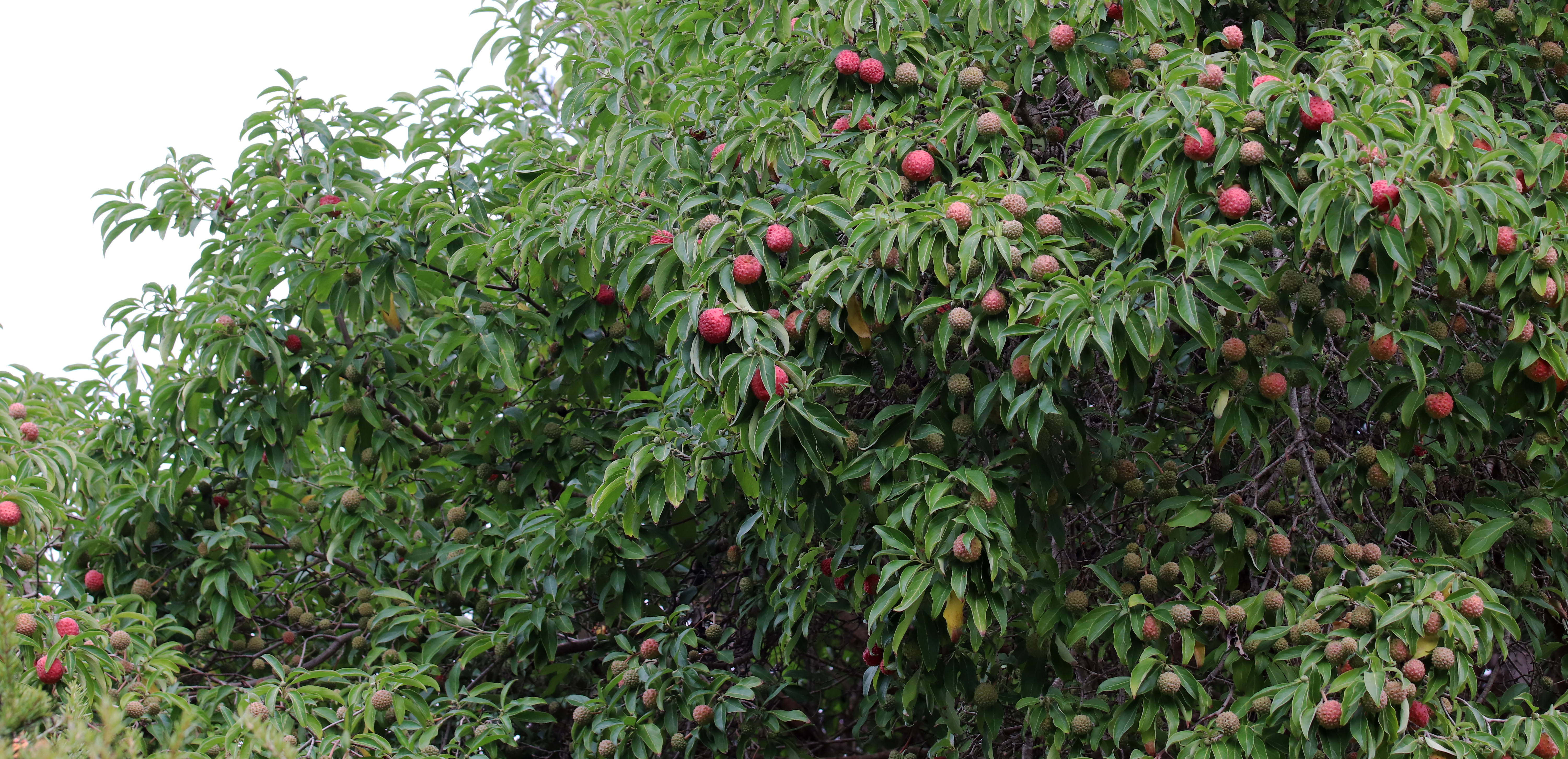
Cornus capitata IMG 2638-cornus-capitata----x-3

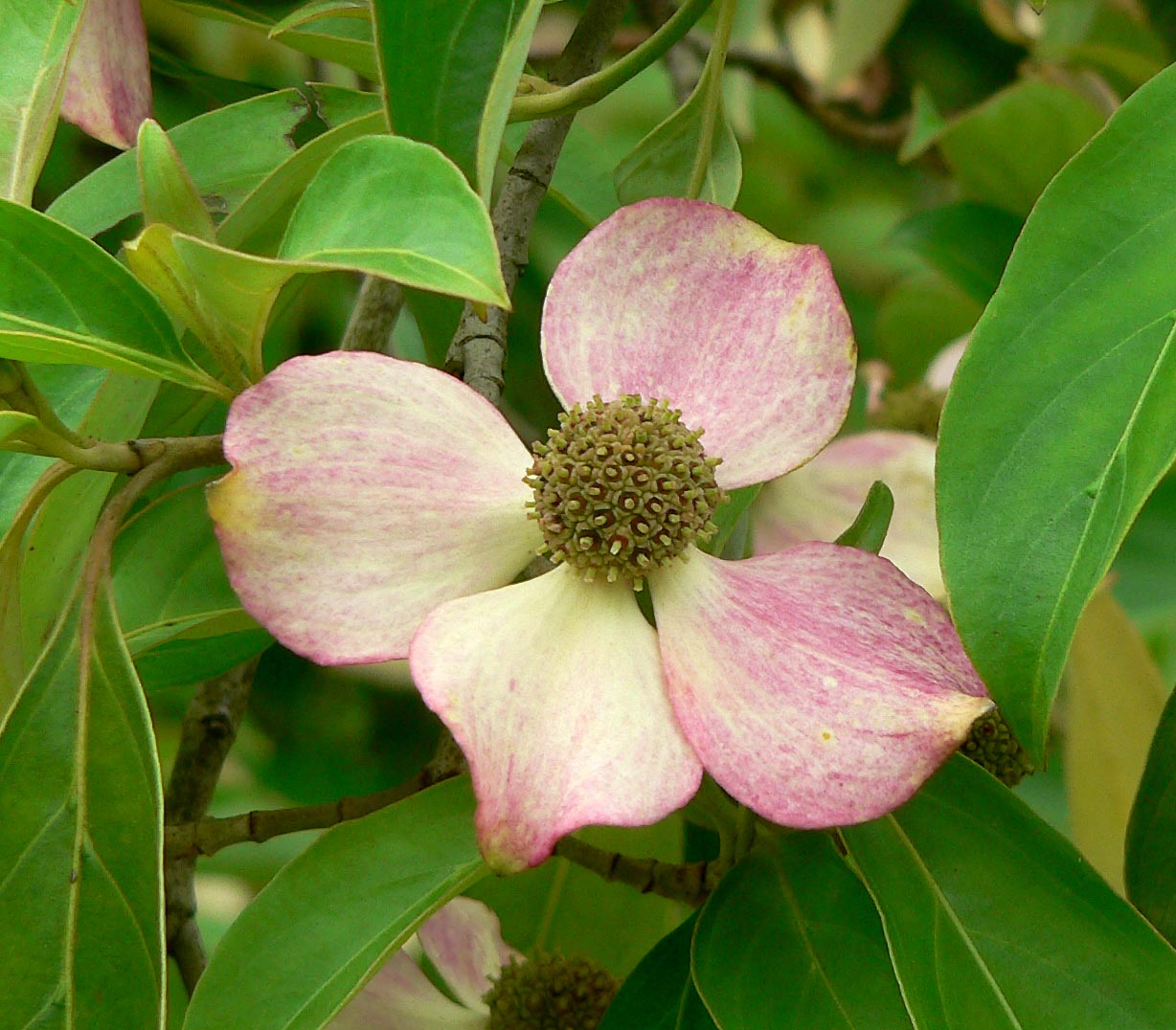
Flor

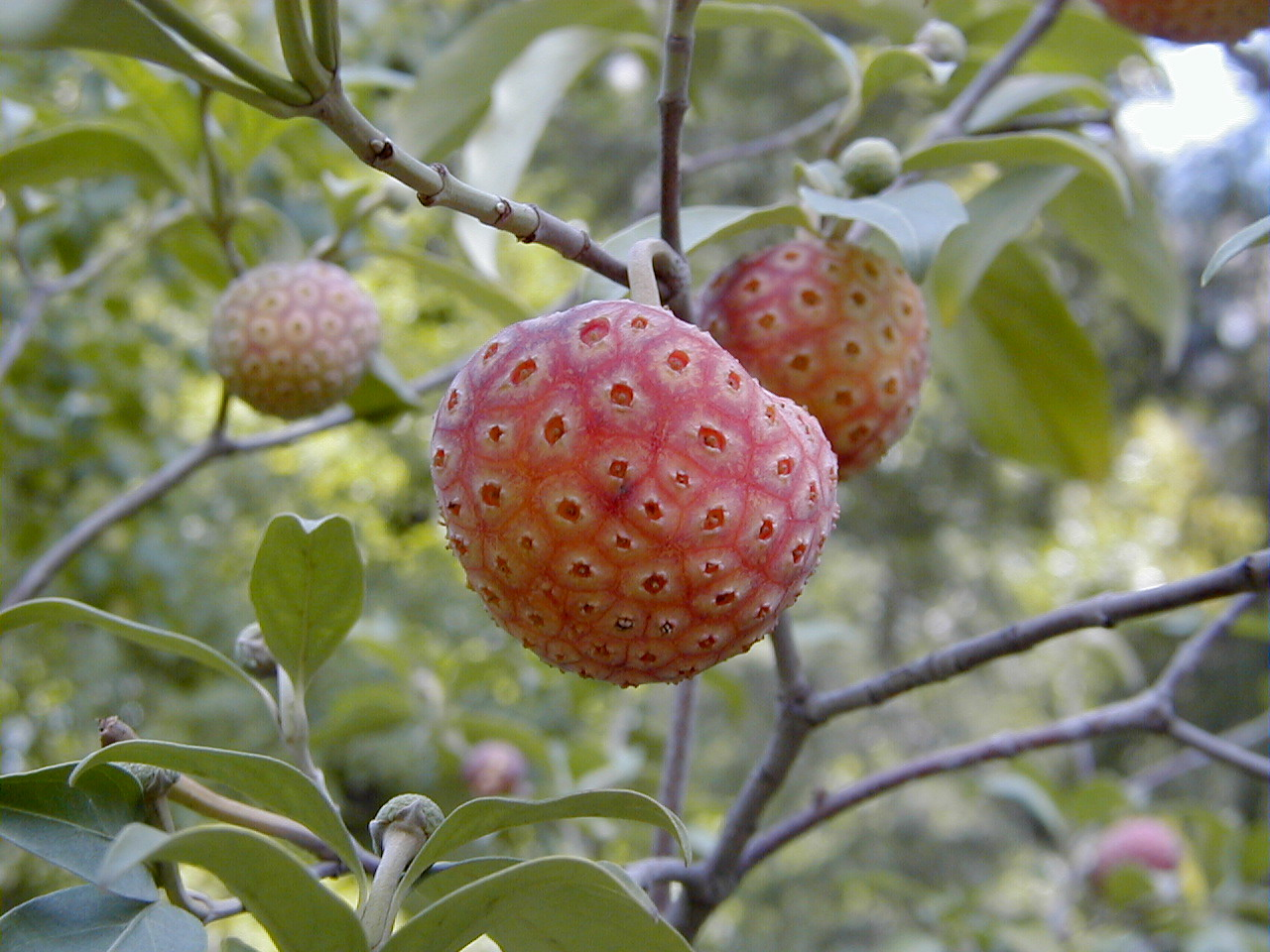
Fruto